# Nicanor Parra
Nicanor Segundo Parra Sandoval (San Fabián de Alico, 1914. szeptember 5. – La Reina, 2018. január 23.) chilei költő, matematikus, fizikus.

## Művei
- Cancionero sin nombre (1937)
- Poemas y antipoemas (1954)
- La cueca larga (1958)
- Versos de salón (1962)
- Manifiesto (1963)
- Canciones rusas (1967)
- Obra gruesa (1969)
- Los profesores (1971)
- Artefactos (1972)
- Sermones y prédicas del Cristo de Elqui (1977)
- Nuevos sermones y prédicas del Cristo de Elqui (1979)
- El anti-Lázaro (1981)
- Plaza Sésamo (1981)
- Poema y antipoema de Eduardo Frei (1982)
- Cachureos, ecopoemas, guatapiques, últimas prédicas (1983)
- Chistes parRa desorientar a la policía (1983)
- Coplas de Navidad (1983)
- Poesía política (1983)
- Hojas de Parra (1985)
- Nicanor Parra: biografía emotiva (1988)
- Poemas para combatir la calvicie (1993)
- Páginas en blanco (2001)
- Lear, Rey & Mendigo (2004)
- Obras Completas I & algo + (2006)
- Discursos de Sobremesa (2006)
- Obras Completas II & algo + (2011)
- Así habló Parra en El Mercurio, entrevistas dadas al diario chileno entre 1968 y 2007 (2012)
- El último apaga de luz (2017)

### Magyarul megjelent művei
- Catalina Parra
- Boldog nap
- Önarckép
- A modern világ bajai

Majtényi Zoltán fordításában a Hová mégy a nyárban? Modern chilei költők antológiában jelentek meg 1980-ban

## Díjai
- Chilei Nemzeti Irodalmi Díj (1969)
- Cervantes-díj (2011)